# Mimoclystia acme
Mimoclystia acme es una especie de polilla de la familia Geometridae. La especie fue descrita por primera vez por Louis Beethoven Prout en 1922, con distribución en Madagascar.
Tiene gran parecido a Mimoclystia griveaudi, descrita por Prout en 1922, pero es más pequeña, con alas de menor envergadura. Por su parte, M. griveaudi una coloración más rosada.